# SRAM (przedsiębiorstwo)

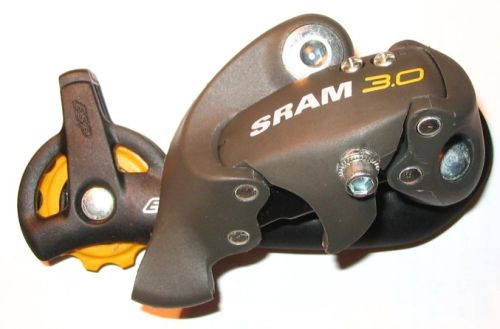
Tylna przerzutka firmy SRAM

SRAM – amerykańskie przedsiębiorstwo produkujące osprzęt rowerowy, pod względem wielkości druga na świecie, zaraz po Shimano. Powstała w 1987 roku w Chicago, USA, a nazwa wzięła się od imion założycieli: Scott, Ray i Sam.

## Historia
W początkowym okresie firma SRAM produkowała manetki obrotowe Grip Shift i kierownice CAT-1 do rowerów szosowych, później także przerzutki w systemie ESP i kompozytowe klamki hamulcowe. SRAM stopniowo poszerzał wachlarz osprzętu, przejmując następujące firmy rowerowe: Sachs (łańcuchy, kasety, przekładnie planetarne) w 1997 roku, RockShox (widelce amortyzowane) w 2002, Avid (hamulce) w 2004, Truvativ (mechanizmy korbowe, suporty, kierownice, wsporniki) w 2005, Zipp Speed Weaponry (koła szosowe, kierownice, mostki, sztyce podsiodłowe) w 2007 oraz Quarq (korby z pomiarem mocy) w 2011. Oferta producenta obejmuje obecnie niemal kompletny zestaw części do rowerów górskich we wszystkich kategoriach cenowych oraz niektóre elementy rowerów szosowych i miejskich. W 2007 roku firma wprowadziła na rynek osprzęt szosowy z klamkomanetkami wykonanymi z kompozytów (grupa Force) o alternatywnym sposobie działania w stosunku do innych dostępnych na rynku klamkomanetek (technologia Double Tap), polegającym na jednokierunkowym ruchu dźwigni przerzutki. Głębsze naciśnięcie powoduje zmianę biegu na niższy, płytsze – na wyższy.
W roku 2005 korporacja SRAM miała fabryki w USA, Meksyku, Holandii, Niemczech, Irlandii i na Tajwanie. Główna siedziba znajdowała się w Chicago, pozostałe biura w Amersfoort (Holandia) i Taizhong (Tajwan).
Na osprzęcie firmy SRAM startują lub startowali, m.in. Fabian Cancellara, Alberto Contador, Thor Hushovd, Brian Lopes, Tyler Hamilton, Roland Green, John Tomac, Anne-Caroline Chausson, Miguel Martinez, Bart Brentjens, Alison Sydor, Thomas Frischknecht oraz Mark Cavendish.

## Serie produktów

### Napęd
- XX1 Eagle
- XX1
- XX
- X01 Eagle
- X01
- X0
- EX1
- X1
- GX Eagle
- GX
- NX Eagle
- NX
- SX
- SX Eagle
- X9
- X7
- X5
- X4
- X3

### Koła
- RISE
- ROAM
- RAIL

### Hamulce
- Guide
- Level
- Avid
- Code

## Marki należące do SRAM
- RockShox
- Truvativ
- Zipp
- Quarq